# Kessel von Falaise
Luftkrieg · Seekrieg
Neptune · Caen · Carentan · Cherbourg · Saint-Lô · Cobra · Bretagne · Lüttich · Falaise · Paris
Als Kessel von Falaise wird eine Schlacht im Zweiten Weltkrieg zwischen den westalliierten Streitkräften und der deutschen Wehrmacht bezeichnet.
Nach dem erfolgreichen Verlauf des D-Day und dem Durchbrechen der deutschen Linien im Zuge der Operation Cobra kam es Anfang August 1944 südlich von Caen zur Kesselschlacht bei Falaise.

## Hintergrund
Die alliierte Landung in der Normandie hatte eine zweite Front in Westeuropa angelegt, doch standen einem weiteren alliierten Vormarsch Verbände der deutschen Wehrmacht entgegen, die einen Riegel um den Brückenkopf bildeten. Nach dem Erfolg der Operation Cobra, der im Westen zum Ausbruch der 3rd US-Army am Atlantik nahe der Bretagne führte, gelang es den Amerikanern unter dem Oberbefehl Bradleys und dem kommandierenden General Patton, mit dem linken Ausbruchsflügel die deutsche 7. Armee in deren Hinterland zu umfassen. Am Ostende des Landungskopfes versuchten Briten und Kanadier unter Montgomery, aus Richtung Caen den Kessel von Falaise abzuriegeln.

## Ausgangslage

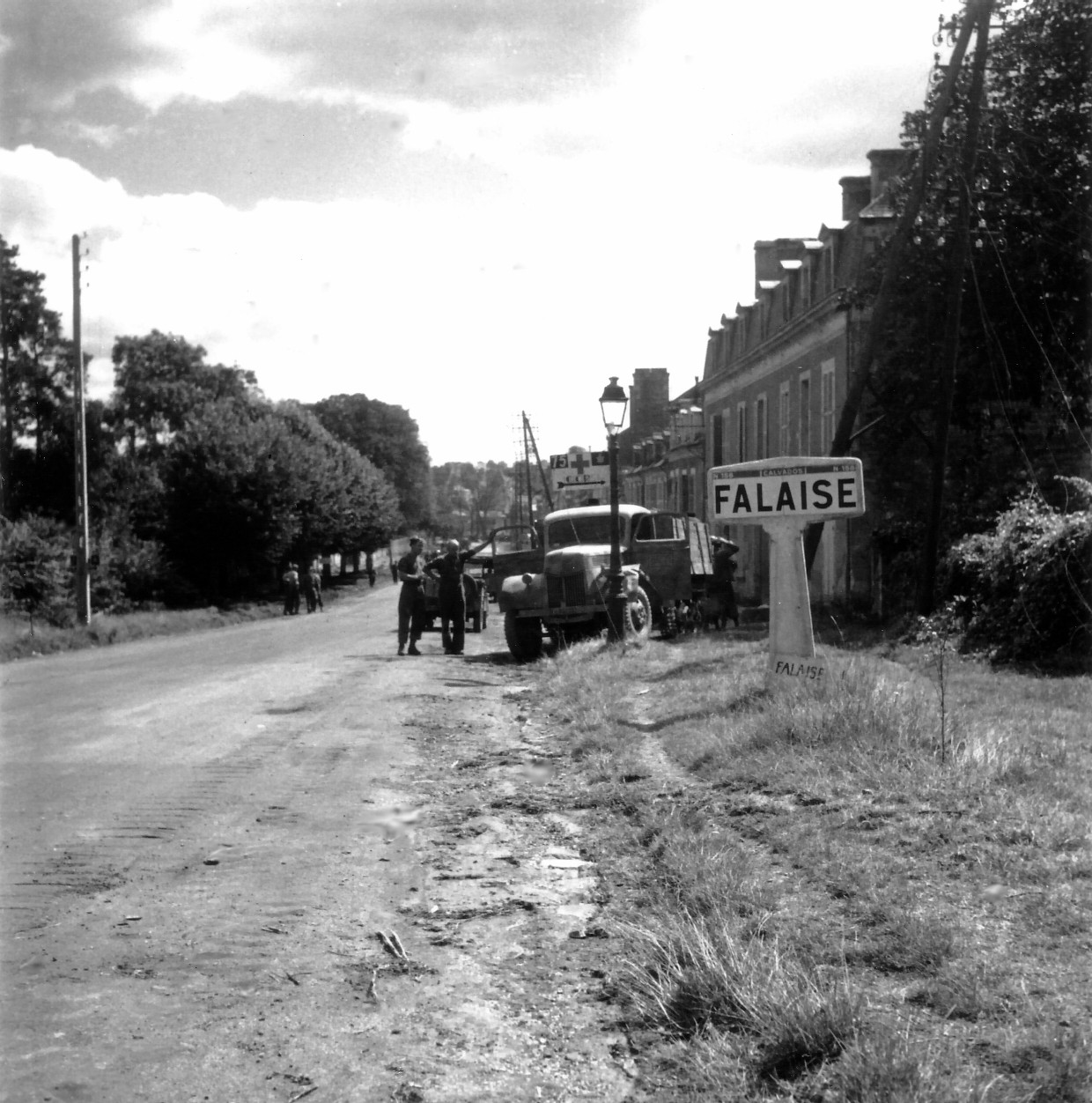
Kanadische Soldaten am 17. August 1944 an einer Stadtzufahrt von Falaise

Aufgrund des Führerbefehls, um keinen Preis zurückzuweichen, wurden die deutschen Truppen von Pattons Einheiten beinahe ungehindert in ihrer offenen Südflanke umgangen. Mit der Operation Totalize startete Montgomery einen weiteren Angriff gegen die deutschen Verbände bei Caen. Dieser brachte zwei britische Panzerdivisionen weit genug nach vorne, um den hinteren Teil der deutschen Linien zu bedrohen. Durch dieses Vorgehen gerieten 28 Infanteriedivisionen und elf Panzerdivisionen der Deutschen in Gefahr, von den Alliierten in die Zange genommen zu werden.

Nach dem Abbruch der Operation Lüttich, dem Gegenangriff bei Mortain, der auf ein Abschneiden des Flaschenhalses an der Ausbruchsstelle der Amerikaner bei Avranches zielte, erhielt die deutsche 5. Panzerarmee den Befehl, in südwestlicher Richtung anzugreifen. Damit wurde sie dem Risiko ausgesetzt, zwischen Falaise und Argentan von den alliierten Streitkräften eingeschlossen zu werden.
Im Kriegstagebuch des kommandierenden Feldmarschall von Kluge heißt es in Bezug auf Hitlers Befehl dazu:

„Unglaublichkeit einer großen militärischen Streitkraft […], die in Seelenruhe einen Angriff plant, während der Feind weit hinter ihr eifrig eine Schlinge bildet, um sie zu strangulieren.“

## Der Kessel
Am 8. August erreichte Pattons 5th Armored Division Le Mans und schloss sich dort mit der französischen 2e Division Blindée (2. Panzerdivision) unter Leclerc zusammen. Bradley und Montgomery kamen am selben Tag überein, die deutsche Armee westlich der Seine einzuschließen. Pattons beide Panzerdivisionen sollten sich daher zu einem Zusammenschluss mit Montgomerys Divisionen, die parallel von Caen aus in südöstliche Richtung abdrehen sollten, von Le Mans aus nach Norden wenden. Pattons XV US Corps schwenkte daraufhin im rechten Winkel in Richtung Argentan, während seine übrigen Divisionen zur Seine vorstießen. Dadurch konnte Bradley einen kurzen sowie auch einen langen Haken schaffen. Der lange Haken ermöglichte ein Abfangen der aus Falaise entkommenden deutschen Truppen.
Am 16. August erhielten die deutschen Truppen Hitlers Befehl zum Rückzug in drei Phasen:
1. Zuerst sollten sich alle Truppen westlich der Orne zurückziehen,
2. anschließend die Dives mit allen Truppen überqueren, und
3. schließlich die Seine mit allen Truppen überqueren.

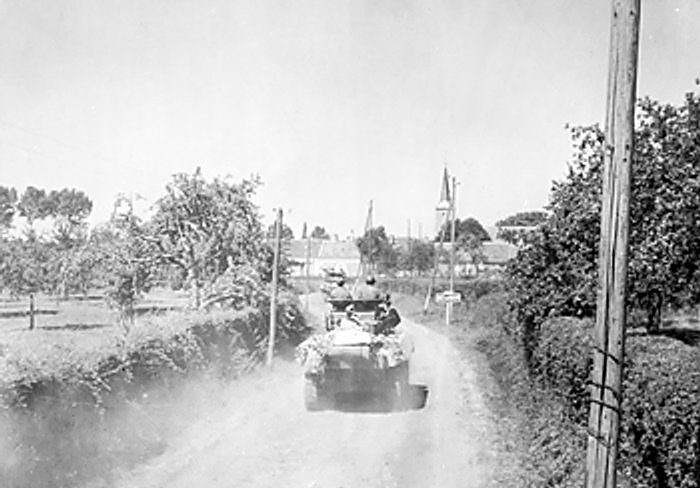
Amerikanische Panzer fahren durch Ballon

Das II. SS-Panzerkorps sollte das Gebiet östlich von Falaise halten, um ein Entkommen aus dem Kessel möglichst lange zu gewährleisten. Dieser Befehl kam fast zu spät, denn die Überquerung dreier kleiner Flüsse hatte am Tage unter Beschuss aufgrund alliierter Luftüberlegenheit kaum Aussicht auf Erfolg.

Bradley hatte jedoch Pattons XV US Corps befohlen, nördlich von Argentan zu halten. Er befürchtete Kollisionen mit von Norden vorstoßenden britischen Einheiten. Somit ergab sich eine 25 Kilometer breite Lücke, durch welche die deutschen Truppen zu entkommen versuchten. Insbesondere Teile der 12. SS-Panzer-Division „Hitlerjugend“ und der 1st Canadian Army lieferten sich über mehrere Tage erbitterte Kämpfe. Danach schlossen die polnische 1 Dywizja Pancerna (1. Panzerdivision) und die 90th US-Infantry Division am 19. August beinahe den Kessel bei Chambois.
Gegenangriffe der 2. SS-Panzer- und der 9. SS-Panzer-Division konnte die polnische 1. Panzerdivision am Mont Ormel bis zum 21. August zwar abwehren, doch blieb dadurch bis zuletzt ein Spalt im Riegel offen. Dennoch schrumpfte zwischen dem 18. und 21. August der Kessel zu einem acht Kilometer breiten Streifen zusammen, der zusätzlich zu den zahlreichen Luftangriffen täglich mit bis zu 80.000 Granaten beschossen wurde. Am 1. September endete der Kampf mit den letzten zurückweichenden Soldaten.
Dem ab 16. August eingewechselten deutschen Befehlshaber Walter Model als neuem Oberbefehlshaber West war es durch rigoroses Eingreifen ohne Berücksichtigung von Vorstellungen Hitlers gelungen, kampffähige Einheiten aus dem Kessel und dann noch bei Elbeuf über die Seine zu bringen.

## Verluste

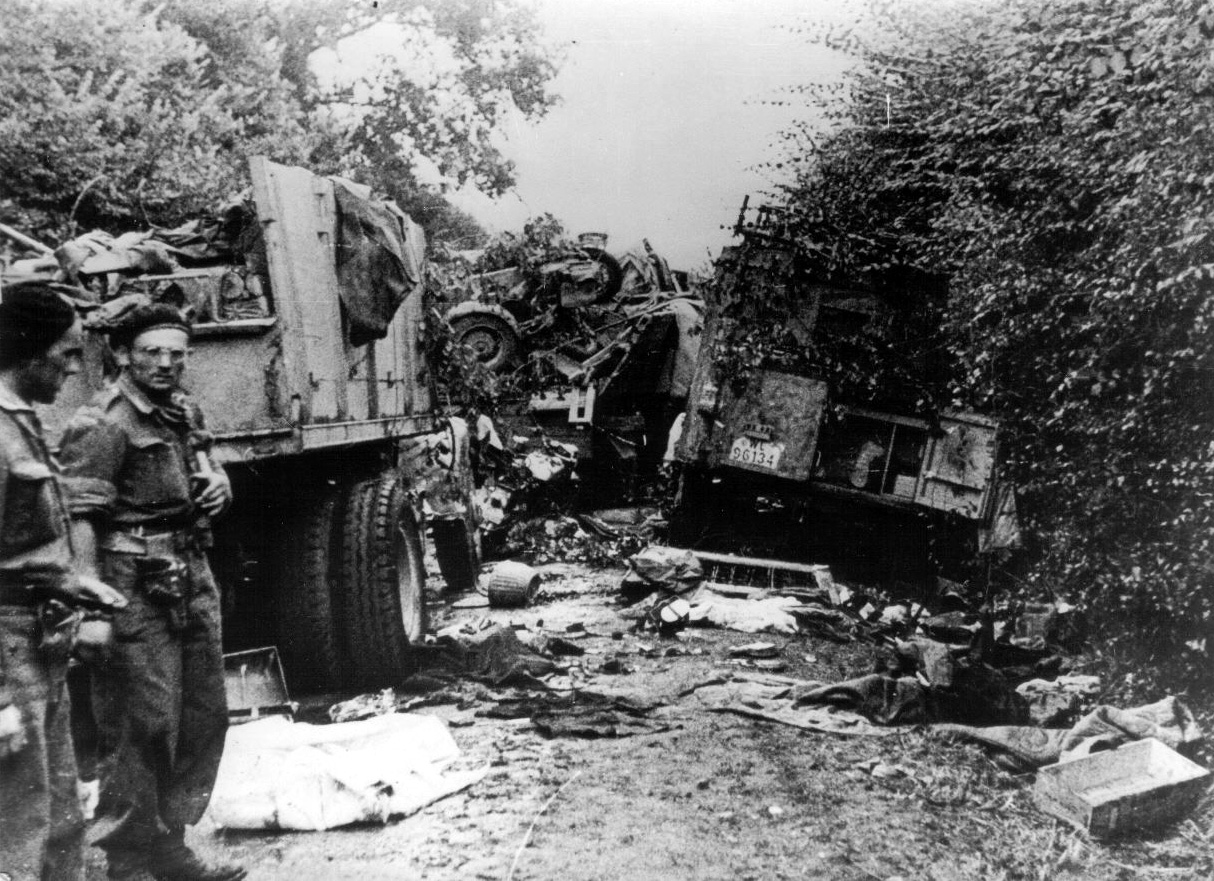
Reste einer von der 1. polnischen Panzerdivision überraschten deutschen Kolonne

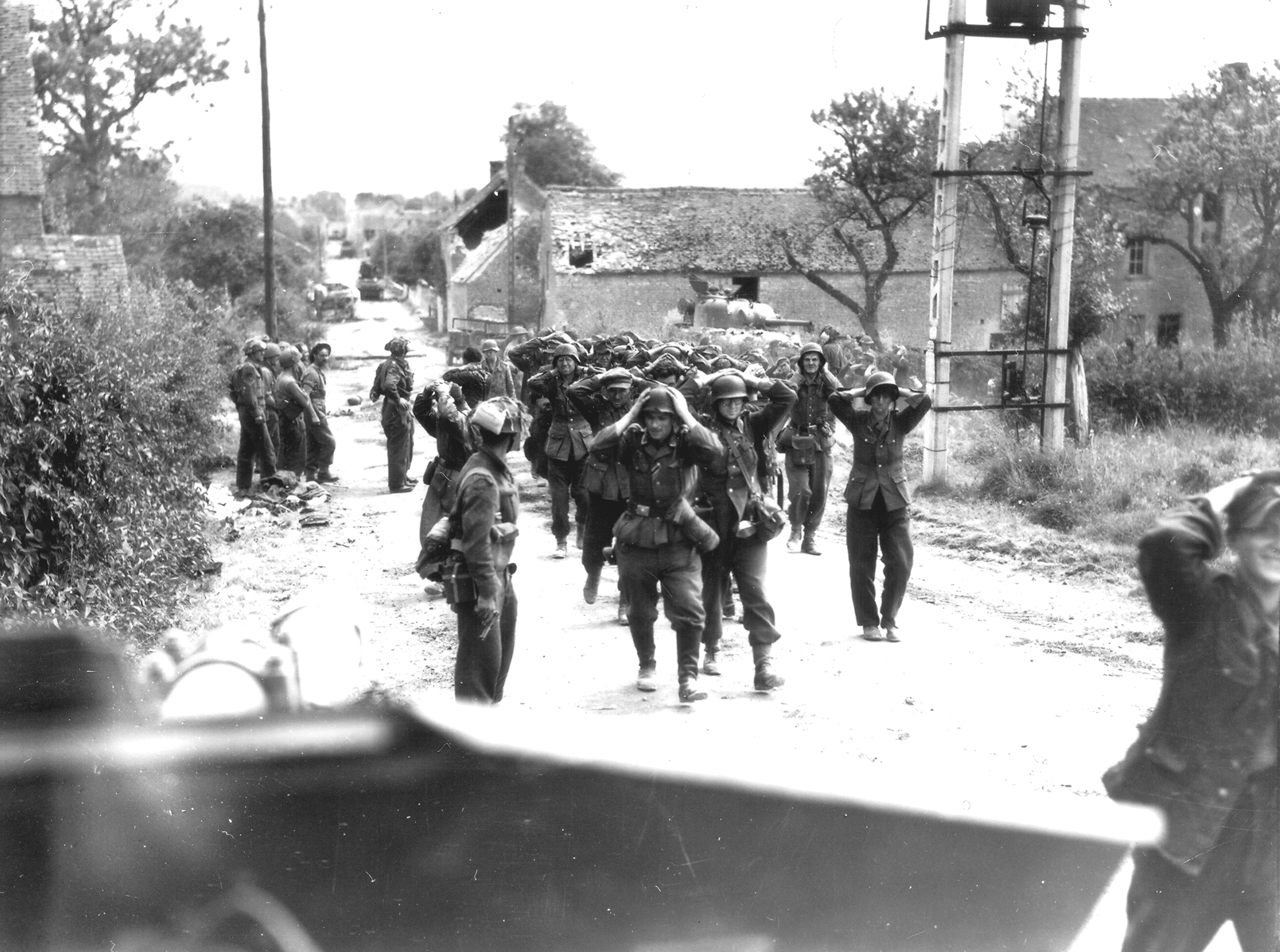
Wehrmachtssoldaten ergeben sich kanadischen Einheiten in St. Lambert, 19. August 1944

Die deutsche Wehrmacht verlor zwischen dem 7. und 21. August im Westen insgesamt 50.000 Soldaten (Tote, Verwundete und Vermisste); weitere 200.000 gerieten in Kriegsgefangenschaft. Bis zu diesem Zeitpunkt beliefen sich die Verluste der Deutschen in der Normandie auf mehr als 240.000 Tote oder Verwundete und 250.000 Gefangene. An Material büßte die Wehrmacht dabei 1500 Panzer, 3500 Geschütze und 20.000 sonstige Fahrzeuge ein.
Die Alliierten bezifferten ihre Verluste während der Operation Overlord auf 209.672, darunter 36.976 Gefallene.

## Folgen
Die Wehrmacht erholte sich von den im Kessel von Falaise erlittenen Materialverlusten nicht wieder. Nach offiziellen Angaben entkamen etwa 20.000 bis 30.000 Soldaten aus dem Kessel, die jedoch nur noch über 25 Panzer und 50 Selbstfahrlafetten verfügten; außerdem verloren zehntausende Soldaten ihre Ausrüstung.
Durch ihren Sieg bei Falaise waren die alliierten Streitkräfte anschließend in der Lage, in Richtung Seine und schließlich nach Paris vorzurücken. Die Alliierten erreichten am 25. August Paris (Befreiung von Paris) und befreiten noch vor dem Jahresende ganz Frankreich mit Ausnahme einiger Atlantikhäfen, die von den Deutschen teils bis zum Kriegsende gehalten wurden.

## Bewertung
Kommandeure der Alliierten verzögerten mehrfach selbst den Vormarsch und versäumten es, den Kessel schon früher vollständig zu schließen. Antony Beevor schreibt dem Kommandeur der 4th Canadian (Armoured) Division (kanadischen 4. gepanzerten Division), Major General George Kitching, „Lethargie und Inkompetenz“ zu. Dass die vollständige Vernichtung der deutschen Armeen letztlich nicht gelang, sei vor allem Montgomerys Schuld gewesen, der hierfür schon damals von den anderen Befehlshabern kritisiert worden sei. US-Amerikaner und die RAF waren noch wütender über dessen voreilige Ankündigungen und seine Selbstzufriedenheit unmittelbar danach. Allerdings waren auch die Amerikaner hinter Argentan mit ihrer südlichen Zange einen Tag stehen geblieben – ob auf Anweisung Bradleys oder weil Patton die beiden Panzerdivisionen direkt nach Paris führen wollte, ist unklar.